# Celadon Flumina
I Celadon Flumina sono una struttura geologica della superficie di Titano.